# Luka Berulava
Luka Berulava (ryska: Лука Берулава; georgiska: ლუკა ბერულავა), född 27 november 2002 i Moskva, är en georgisk konståkare. 

## Karriär
I januari 2024 tog Berulava silver tillsammans med Anastasija Metiоlkina i paråkning vid EM i Kaunas.